# موناكاتا (فوكوكا)
مدينة موناكاتا (بالإنجليزية: Munakata)‏ هي أحد المدن التابعة لمحافظة فوكوكا. تأسست رسميًا في 01/04/1981. ويقدر عدد سكانها بـ 94877 نسمة حسب تقدير مكتب الإحصاء الياباني لعام 2012. تبلغ مساحة موناكاتا 119.66 كم2. بكثافة سكانية تبلغ 793 نسمة/كم2.

## أعلام
- كوهي شيميزو